# La Tour-Saint-Gelin
La Tour-Saint-Gelin är en kommun i departementet Indre-et-Loire i regionen Centre-Val de Loire i de centrala delarna av Frankrike. Kommunen ligger i kantonen Richelieu som tillhör arrondissementet Chinon. År 2022 hade La Tour-Saint-Gelin 502 invånare.

## Befolkningsutveckling
Antalet invånare i kommunen La Tour-Saint-Gelin
Referens:INSEE